# Plasencia de Jalón
Plasencia de Jalón (aragónul Placiencia de Xalón vagy Placienza de Xalón) település Spanyolországban,  Zaragoza tartományban. Plasencia de Jalón Rueda de Jalón, Pedrola, Pleitas, Bardallur és Urrea de Jalón községekkel határos. Lakosainak száma 382 fő (2024).

## Népesség
A település népessége az utóbbi években az alábbiak szerint változott:
| Lakosok száma | 361  | 368  | 363  | 404  | 386  | 370  | 315  | 306  | 325  | 382  |
|               | 2001 | 2004 | 2007 | 2009 | 2012 | 2014 | 2017 | 2019 | 2022 | 2024 |